# Romeo H. Freer

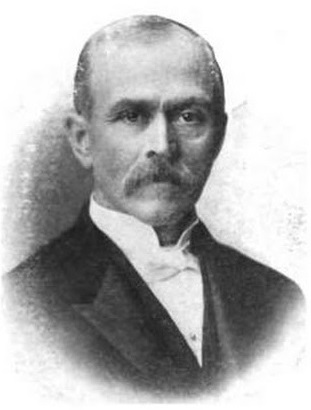
Romeo H. Freer

Romeo Hoyt Freer (* 9. November 1846 in Bazetta, Trumbull County, Ohio; † 9. Mai 1913 in Harrisville, West Virginia) war ein US-amerikanischer Politiker. Zwischen 1899 und 1901 vertrat er den vierten Wahlbezirk des Bundesstaates West Virginia im US-Repräsentantenhaus.

## Werdegang
Im Alter von drei Jahren kam Romeo Freer mit seinen Eltern nach Ashtabula County in Ohio. Dort besuchte er die öffentlichen Schulen. Trotz seiner Jugend wurde er während des Bürgerkrieges Soldat in der Armee der Union. 1866 ließ er sich in Charleston (West Virginia) nieder, wo er als Lehrer tätig war. Nach einem Jurastudium und seiner im Jahr 1868 erfolgten Zulassung als Rechtsanwalt begann Freer in seinem neuen Beruf zu arbeiten. Zwischen 1868 und 1871 war er zunächst stellvertretender und von 1871 bis 1873 eigentlicher Bezirksstaatsanwalt im Kanawha County. Zwischen 1873 und 1877 fungierte er als amerikanischer Konsul in Nicaragua. Danach war er von 1877 bis 1879 im New-Mexico-Territorium Registrar der Landverwaltungsbehörde.
Freer war Mitglied der Republikanischen Partei. Bei den Präsidentschaftswahlen 1884 saß er im Electoral College und gab seine Stimme für den unterlegenen Kandidaten James G. Blaine ab. Ab 1882 war Freer in Harrisville ansässig. Im Jahr 1891 wurde er in das Abgeordnetenhaus von West Virginia gewählt. Zwischen 1892 und 1897 war er Bezirksstaatsanwalt im Ritchie County; von 1896 bis 1899 amtierte er als Richter im vierten Gerichtsbezirk seines Staates.
1898 wurde Freer im vierten Distrikt von West Virginia in das US-Repräsentantenhaus in Washington, D.C. gewählt, wo er am 4. März 1899 die Nachfolge von Warren Miller antrat. Im Kongress absolvierte er bis zum 3. März 1901 aber nur eine Legislaturperiode. Nach dem Ende seiner Zeit im US-Repräsentantenhaus war Freer zwischen 1901 und 1905 Attorney General von West Virginia. Vom 4. Oktober 1907 bis zu seinem Tod am 9. Mai 1913 war er Posthalter seiner Heimatgemeinde Harrisville. Seit 1884 war Romeo Freer mit Mary Lams verheiratet.